# Final Fantasy XIII
Final Fantasy XIII (ファイナルファンタジーXIII, Fainaru Fantajī Sātīn) é um jogo eletrônico de RPG desenvolvido e publicado pela Square Enix originalmente para PlayStation 3 e Xbox 360 e depois Microsoft Windows, iOS e Android. Lançado no Japão em dezembro de 2009 e mundialmente em março de 2010, é o décimo terceiro título principal da série Final Fantasy. O jogo inclui um combate acelerado, um novo sistema chamado "Crystarium" para determinar quais habilidades dos personagens serão desenvolvidas e um sistema para controlar quais papéis cada personagem irá desempenhar em batalha. Final Fantasy XIII também inclui elementos de jogos anteriores da série, como a invocação de monstros, chocobos e dirigíveis.
O jogo se passa no mundo flutuante de Cocoon, cujo governo expurga civis que supostamente entraram em contato com Gran Pulse, o temido mundo terrestre. A ex-soldado Lightning luta contra o governo com o objetivo de salvar sua irmã que foi marcada contra sua vontade como uma serva de uma divindade, transformando-se em uma inimiga de Cocoon. Lightning se junta com um grupo de aliados, com todos sendo juntos marcados pela mesma criatura de Pulse. Eles se voltam contra o governo Sanctum enquanto tentam descobrir sua tarefa e como podem evitar se transformarem em monstros ou cristais.
O desenvolvimento do jogo começou em 2004 e foi anunciado pela primeira vez na Electronic Entertainment Expo de 2006. Final Fantasy XIII é o carro-chefe da Fabula Nova Crystallis, uma subsérie dentro da franquia Final Fantasy, sendo o primeiro jogo da Square Enix a utilizar o motor Crystal Tools. O título recebeu críticas geralmente positivas, que elogiaram seus gráficos, apresentação e sistema de batalha. Entretanto, a história foi recebida de forma mista e sua grande linearidade foi muito criticada. O jogo mesmo assim foi um grande sucesso comercial e vendeu mais de 7,1 milhões de cópias mundialmente. Uma sequência, chamada Final Fantasy XIII-2, foi lançada em 2011. Uma segunda sequência, Lightning Returns: Final Fantasy XIII, estreou em 2013 e conclui a história de Lightning e a saga XIII.

## Jogabilidade
Em Final Fantasy XIII, os jogadores controlam os personagens através de uma perspectiva em terceira pessoa enquanto interagem com outros indivíduos, objetos e inimigos. O jogador pode movimentar a câmera ao redor dos personagens, permitindo uma visão de 360° do arredor. O mundo de Final Fantasy XIII é renderizado em uma escala relativa aos personagens que o habitam; ao invés de possuir um personagem caricaturado andando por um mapa em miniatura, como nos jogos Final Fantasy anteriores, cada área é apresentada proporcionalmente. O jogador pode navegar pelo mundo a pé ou por chocobos, aves galiformes recorrentes da série. Os jogadores podem salvar seu progresso através de estações especiais, onde também podem comprar itens ou melhorar suas armas. Um diário dentro do jogo contém um bestiário e outras informações acerca do mundo de Final Fantasy XIII. A versão Ultimate Hits International do jogo, lançada exclusivamente no Japão, também inclui um modo de jogo "fácil".

### Combate

O sistema de batalha de Final Fantasy XIII, com a opção "Paradigm Shift" e a barra do Active Time Battle sendo preenchida. O nome e porcentagem de dano do inimigo é mostrado no canto superior direito.

Assim como em Final Fantasy XII, os inimigos em Final Fantasy XIII estão integrados no campo aberto e podem ser abordados ou evitados pelo jogador. A tela faz uma transição do mapa normal de jogo para um tela de batalha assim que o personagem toca em algum oponente. Até três personagens podem ser utilizados em combate, que utiliza uma variante do tradicional sistema "Active Time Battle" (ATB) da série usado pela primeira vez em Final Fantasy IV. Nesse sistema o jogador seleciona uma ação a partir de menus, como atacar, mágica e item. Diferentemente de outros títulos da franquia, apenas o principal personagem é controlado pelo jogador enquanto os outros dois são controlados pela inteligência artificial do jogo. Cada opção requer um número específico de faixas na barra ATB, que se recarrega continuamente. A barra aumenta gradualmente de tamanho durante o jogo de duas faixas no início até seis. O jogador pode selecionar um número menor de ações do que o máximo possível ou até parar o recarregamento da barra e realizar quantas ações que podem ser feitas com a quantidade atual da ATB. O jogador também pode selecionar um comando automático, que preenche a barra com ações escolhidas automaticamente. Ações não podem ser realizadas fora da batalha e a vida dos personagens é restaurada completamente após cada combate.
Cada inimigo possui um medidor consistindo em uma porcentagem que começa em cem e vai aumentando conforme ele é atingido por ataques e feitiços. Diferentes ataques têm diferentes efeitos; alguns aumentam o medidor em uma grande quantidade enquanto outros dão mais tempo ao jogador antes que o medidor se reinicie. O quantidade de dano infligida por um ataque é multiplicada pela porcentagem do medidor antes que seja aplicada ao inimigo. Quando o medidor alcança um valor pré-determinado, diferente para cada inimigo, o oponente entra em Estado Cambaleante. Nesse modo ele fica com a defesa baixa e pode ser lançado no ar. Inicialmente cada personagem pode assumir até três papéis, porém o jogador ganha acesso a todos mais tarde no jogo (apesar dos outros três papéis serem limitados em suas habilidades para aqueles que escolherem usá-los). O jogador pode escolher tanto dentro quanto fora de combate quais papéis o personagem controlado e os personagens da inteligência artificial vão desempenhar, sendo também o único modo que o jogador pode controlar os outros dois personagens durante a batalha.
O sistema Paradigma permite que o jogador programe seis papéis diferentes que os personagens podem assumir para realizar certas formações em batalha em resposta a condições específicas. Os papéis são Comando, um tipo guerreiro; Devastador, um tipo mago negro que usa magias que infligem dano; Médico, tipo mago branco que pode curar e remover doenças negativas; Sabotador, que emprega magia para enfraquecer inimigos; Sinergista, que usa mágica para fortalecer os aliados; e Sentinela, que possui características protetoras e defensivas similar. O jogador pode escolher apenas de um conjunto específico de paradigmas que ele próprio estabeleceu fora do combate.
Cada personagem pode convocar um Eidolon para a batalha. Essas criaturas convocáveis incluem recorrentes da série como Odin, Shiva, Alexander e Bahamut, além de novos como Hecatoncheir e Brynhildr. Os Eidolons permanecem em combate enquanto os outros dois personagens acompanhando o convocador deixam o grupo. Enquanto um Eidolon está sendo convocado, o jogador pode acionar o chamado Modo Gestalt, em que a criatura se transforma em uma forma diferente e realiza outros ataques enquanto o personagem convocador fica em cima dele.

### Crystarium
O Crystarium é um sistema de nivelamento consistindo em seis cristais que se assemelham com o sistema Sphere Grid de Final Fantasy X. Cada cristal do Crystarium representa um dos seis paradigmas, sendo divididos em dez níveis. Cada nível possui vários nódulos que dão aos personagens bônus de vida, força ou mágica, ou também fornecessem novas habilidades e acessórios. Esses nódulos são conectados por um caminho semi-linear. Os jogadores avançam pelo caminho ao adquirirem Pontos de Crystarium, que são entregues após a derrota de algum inimigo. O Crystarium em sua totalidade não está disponível no início do jogo; o jogador ganha acesso a novos cristais ou níveis em pontos específicos da história.

## Sinopse

### Mundo
Final Fantasy XIII se passa no mundo de Gran Pulse (frequentemente chamado de simplesmente Pulse). Flutuando acima de Pulse está uma enorme esfera artificial chamada Cocoon, que é controlada pelo governo teocrático conhecido como Sanctum. Os dois mundos são controlados pelos fal'Cie, seres com poderes quase divinos. Os fal'Cie de Cocoon são responsáveis por manter o mundo flutuando, além de prover luz e água para seus habitantes. Cada fal'Cie cuida de uma tarefa específica. Os fal'Cie possuem a capacidade de marcar como servos os humanos que vivem tanto em Gran Pulse como em Cocoon. Essas pessoas são chamadas de l'Cie, são marcadas com um símbolo representando um dos dois mundo e recebem um "Foco": uma tarefa que precisam completar.[carece de fontes?] Se o l'Cie completar sua tarefa em tempo, ele é transformado em um cristal e, de acordo com a lenda, ganha vida eterna; caso falhe ele se torna um monstro chamado Cie'th. Não é dito explicitamente aos l'Cie qual é o seu Foco, com eles ao invés disso recebendo visões que devem interpretar o significado.
Uma batalha entre Gran Pulse e Cocoon chamada de Guerra da Transgressão ocorreu centenas de anos antes dos eventos do jogo. Os l'Cie de Gran Pulse conseguiram abrir um enorme buraco em Cocoon durante o combate. Os l'Cie eventualmente completaram seu Foco e foram transformados em cristais. O buraco foi tapado com material tirado de Gran Pulse e os cidadãos de Cocoon viveram desde então com medo de uma nova invasão; esse medo foi utilizado pelo Sanctum para se manter no poder. O Sanctum supervisiona dois ramos militares: o Corpo de Guardiões, responsável por manter a ordem em Cocoon, e a PSICOM (Comando de Inteligência e Segurança Pública), as forças especiais encarregadas de lidar com quaisquer ameaças relacionadas com Gran Pulse. Os fal'Cie deram tecnologia avançada aos humanos, incluindo aeronaves e criaturas mecânicas, com uma forma de magia também existindo. A magia é normalmente apenas acessível aos fal'Cie, aos l'Cie e a vários monstros que habitam os dois mundos, apesar de substâncias químicas destiladas poderem ser utilizadas por humanos normais para ganhar acesso a alguns poderes.

### Personagens

Os personagens principais de Final Fantasy XIII. Da esquerda para direita: Snow Villiers, Oerba Dia Vanille, Oerba Yun Fang, Lightning, Sazh Katzroy, Hope Estheim e Serah Farron.

Os seis personagens principais e jogáveis são Lightning, a protagonista e uma ex-soldado; Snow Villiers, líder do grupo paramilitar NORA; Oerba Dia Vanille, narradora e uma exilada l'Cie de Gran Pulse; Sazh Katzroy, um piloto civil e pai de um menino chamado Dajh; Hope Estheim, um jovem que está lutando com as relações que tem com seus pais; e Oerba Yun Fang, um l'Cie de Gran Pulse que está trabalhando com o ramo Cavalaria da Sanctum. Outros personagens importantes incluem Galenth Dysley, líder da Sanctum e principal antagonista da história; Cid Raines, brigadeiro general da Sanctum na Cavalaria que não confia em seu governo; e Serah Farron, irmã mais nova de Lightning e noiva de Snow.[carece de fontes?]

### Enredo
Final Fantasy XIII começa em Cocoon enquanto os cidadãos da cidade de Bodhum estão sendo Expurgados após entrarem em contato com algo de Gran Pulse. O jogador é mostrado flashbacks ao decorrer do jogo sobre os eventos dos treze dias anteriores, que começaram quando um fal'Cie de Gran Pulse foi descoberto perto de Bodhum. Serah Farron encontrou o fal'Cie e foi marcada como uma l'Cie. Lightning e Sazh descarrilham um trem de expurgados indo para Gran Pulse em uma tentativa de salvar Serah. Na batalha que se segue, o grupo de resistência NORA de Snow resgata os exilados. Vários deles acabam mortos, incluindo a mãe de Hope. Enquanto isso Snow se dirige para o fal'Cie Anima a fim de resgatar Serah e no caminho encontra outros dois exilados: Hope e Vanille. Os dois grupos se reúnem no fal'Cie e descobrem Serah bem no momento em que ela se transforma em cristal. Anima então transforma todos em l'Cie e os joga em uma diferente parte de Cocoon. Os cinco tem a mesma uma visão durante essa transformação: um monstro chamado Ragnarok. O grupo encontra Serah em sua forma cristalizada enquanto discutem o significado ambíguo do sonho; Snow acaba ficando sozinho com ela.
Snow é capturado e levado abordo da aeronave Lindblum, onde conhece Cid e Fang. Os outros ao mesmo tempo conseguem escapar de PSICOM, porém são separados depois de um ataque aéreo; Hope e Lightning viajam para Palumpolum enquanto Sazh e Vanille vão para Nautilus. Lightning acaba sem querer apoiando o plano de Hope de matar Snow como vingança pela morte de sua mãe. Vanille e Sazh discutem como o filho deste, Dajh, foi transformado em um l'Cie e levado pela PSICOM para descobrir seu Foco. Lightning tenta persuadir Hope a não seguir com seu plano de vingança, acabando por encontrar Snow e Fang em Palumpolum. Fang revela que ela e Vanille eram l'Cie de Gran Pulse que foram transformadas em cristais; as duas voltaram para a forma humana treze dias antes do início dos eventos do jogo, iniciando o Expurgo de Bodhum. Hope tenta assassinar Snow, porém desiste do plano após este salvá-lo de um ataque aéreo. O grupo acaba fugindo da cidade com a ajuda de Cid. Vanille se revela como sendo de Gran Pulse para Sazh em Nautilus, dizendo que indiretamente é a responsável por Dajh ter sido marcado como um l'Cie. A PSICOM em seguida consegue capturar os dois e levá-los a bordo da aeronave Palamecia.
Os outros membros da equipe armam uma missão de resgate e conseguem se reunir com Vanille e Sazh antes de serem confrontadas por Galenth Dysley, o Primarca de Sanctum. Ele se revela como Barthandelus, o fal'Cie governante de Cocoon. Ele conta a todos que seus Focos é se transformarem no monstro Ragnarok e destruir o adormecido fal'Cie Orphan, que mantém Cocoon flutuando sobre Gran Pulse. Matar Orphan causará a destruição de Cocoon. O grupo foge e descobre de Cid que os fal'Cie acreditam que a destruição do mundo irá convocar a aparição do Criador. Os fal'Cie também não são capazes de ferir Orphan. Vanille e Fang revelam aos outros que estavam envolvidas na Guerra da Transgressão séculos antes e que seu Foco permaneceu o mesmo desde então: se transformarem em Ragnarok e tentar matar Orphan. O grupo foge para Gran Pulse e viajam para Oerba, cidade natal de Vanille e Fang, onde esperam descobrir como remover suas marcas de l'Cie. A cidade está deserta e eles descobrem que não há ninguém vivendo na superfície do planeta. Dysley os confronta novamente e conta que está forçando Cid, agora o novo líder de Sanctum, a criar o caos em Cocoon para forçar a Cavalaria a atacar Orphan em um golpe de estado.
A equipe se infiltra em Cocoon a fim de impedir sua destruição. Eles seguem para Orphan e descobrem que a Cavalaria foi transformada em Cie'th. O grupo encontra Dysley e o derrota, porém Orphan acorda e se fundi com ele, forçando Fang a completar seu Foco como Ragnarok enquanto os outros são aparentemente transformados em Cie'th. Eles reaparecem como humanos e impedem que Fang se transforme. Todos enfrentam e derrotam Orphan, escapando de Cocoon enquanto ele cai em Gran Pulse. Enquanto todos se transformam em cristais por terem completado seu Foco, Vanille e Fang permanecem em Cocoon e juntas se transformam no Ragnarok. Elas impedem a colisão dos dois mundos ao formarem um enorme pilar de cristal. O resto do grupo acorda na superfície de Gran Pulse na forma humana e descobrem que suas marcas de l'Cie foram removidas. O jogo termina com Lightning, Snow, Sazh e Hope sendo reunidos com Serah e Dajh.

## Desenvolvimento

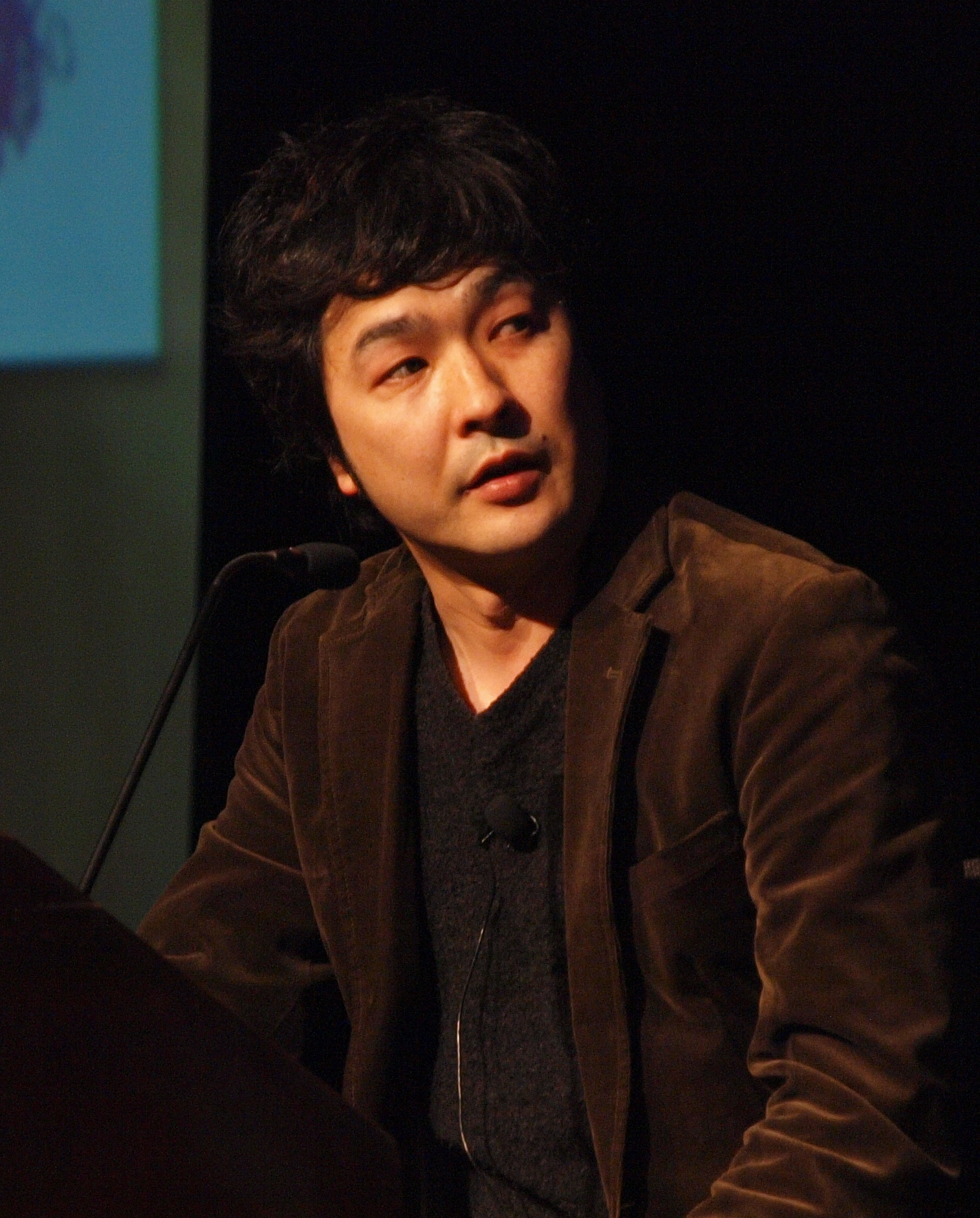
Motomu Toriyama, diretor e projetista de cenário do jogo.

O desenvolvimento de Final Fantasy XIII começou em fevereiro de 2004, pouco depois do lançamento japonês de Final Fantasy X-2 International + Last Mission. Na época, o projeto era chamado internamente pelos funcionários da Square Enix pelo codinome "Colors World". O diretor Motomu Toriyama e o roteirista Kazushige Nojima conceberam ideias para o enredo ao longo do primeiro ano. Nojima criou a mitologia ao redor dos cristais que acabou se tornando a base da subsérie Fabula Nova Crystallis, incluindo conceitos como os fal'Cie e l'Cie. Toriyama então criou a história do jogo em cima dessa mitologia. Ele queria mostrar os "personagens a mercê de um destino pré-determinado e injusto", que "pertencem juntos porém colidem bastante". Cada um dos treze capítulos da história foi feito para se focar em algum dos diferentes protagonistas com o objetivo de atingir essa vontade de Toriyama. Os capítulos sete e oito seriam pontos de virada nas relações interpessoais do grupo.
A parte estrutural da narrativa começou a se formar em março de 2006 e o roteirista Daisuke Watanabe se juntou à equipe. Toriyama lhe deu um resumo dos oito primeiros capítulos, que incluía várias cenas importantes que precisavam ser mantidas, como quando o grupo é separado ou reunido. Ele disse a Watanabe o que queria expressar e lhe pediu para aprofundar a história e fortalecer como os pontos de seu resumo se conectavam. Por exemplo, as instruções rudimentares Toriyama no documento diziam que "Snow e Hope se reconciliam". Watanabe tinha de decidir como as cenas da reconciliação iriam ocorrer e então escrever o roteiro de acordo. Ele ajustou personalidades que o diretor havia dado para cada personagem de maneira a enfatizar o que a história tentava expressar. Por exemplo, o roteirista achou que o grupo não deveria ter um "líder do tipo calmo e confiável" no começo da história a fim de mostrar com maior exatidão a confusão e inquietação dos protagonistas após serem transformados em l'Cie. Toriyama afirmou que um dos desafios da história foi o desespero dos personagens e os vários pontos em que eles parecem encurralados. Ele mencionou como exemplo a cena em que Sazh tenta cometer suicídio: apesar de Toriyama achar que ela era "quase sombria demais", ele deseja incluir algo do tipo no jogo. Em contraste, o diretor afirmou que elementos mais leves como o pequeno chocobo de Sazh ajudaram a manter um bom equilíbrio.
O jogo tinha a intenção de ser lançado para o PlayStation 2 no começo de seu desenvolvimento. Entretanto, após a recepção positiva de uma demostração técnica de Final Fantasy VII, a equipe decidiu em maio de 2005 transferir Final Fantasy XIII para o PlayStation 3 e desenvolvê-lo utilizando o novo motor de jogo Crystal Tools, recém criado pela Square Enix para ser usado nos novos consoles da sétima geração. A empresa acreditava que desenvolver um novo motor iria acelerar o tempo de produção mais adiante no projeto, porém isso inicialmente causaria um atraso no desenvolvimento do jogo. Porém, o atraso acabou sendo maior que o antecipado já que o motor tinha de acomodar os requerimentos de vários outros jogos além de Final Fantasy XIII. Outro fator na mudança de plataforma foi o atraso de Final Fantasy XII, que acabou sendo lançado muito pouco antes da estreia do PlayStation 3. Uma conversão para Microsoft Windows foi considerada, porém abandonada devido a visão que a Square Enix tinha do mercado além de complexidades extras relacionadas com a plataforma, como por exemplo questões de segurança. Final Fantasy XIII foi mostrado ao público pela primeira vez durante a Electronic Entertainment Expo de 2006. O trailer mostrado era um conceito artístico que não representava o conceito final do jogo, já que na época não havia uma versão jogável do título. Junto com o jogo foram anunciados Final Fantasy Versus XIII (posteriormente renomeado para Final Fantasy XV) e Final Fantasy Agito XIII (mais tarde alterado para Final Fantasy Type-0), que juntos formam a subsérie Fabula Nova Crystallis. A Square Enix explicou que os três jogos são ligados tematicamente, porém não estão relacionados um com o outro de maneira direta em termos de história.
Os desenvolvedores do jogo foram divididos em diversas áreas, com cada equipe se focando apenas em uma tarefa específica como desenvolver uma determinada área de jogo ou modelar algum personagem. Cada área física de Final Fantasy XIII foi desenvolvida separadamente; as equipes receberam uma locação específica depois do projeto inicial ter sido aprovado, preenchendo-as com detalhes sem reutilizar artefatos de outras áreas. Vários dos desenvolvedores do jogo já haviam trabalhado em títulos anteriores da série. O diretor Motomu Toriyama havia trabalhado em Final Fantasy X e X-2; o produtor Yoshinori Kitase tinha trabalhado de Final Fantasy V até Final Fantasy VIII, além de ter sido produtor de X e X-2; o projetista de personagens Tetsuya Nomura havia trabalhado nessa mesma função em Final Fantasy VI, VII, VIII, X e X-2, enquanto o diretor do sistema de batalha Toshiro Tsuchida havia exercido o mesmo cargo em Final Fantasy X. Como XIII foi o primeiro Final Fantasy para o PlayStation 3, o objetivo interno da equipe era de que o jogo tivesse o mesmo impacto de "jogabilidade e perícia" que VII e X tiveram como os primeiros títulos da série em seus respectivos consoles. Eles queriam vender pelo menos cinco milhões de cópias. Toriyama também queria que o jogo fosse "a última palavra em RPG de um jogador".
O conceito de Tsuchida para o sistema de batalha era manter a natureza estratégica dos combates baseados em comandos. O sistema partiu de um desejo de criar combates similares aos vistos no filme Final Fantasy VII: Advent Children. Pontos de magia, que faziam parte do sistema de batalha dos jogos Final Fantasy anteriores, foram removidos já que Tsuchida e outros projetistas achavam que eles não incentivavam os jogadores a usar seus ataques mágicos mais poderosos por causa do custo de pontos, dessa forma deixando os combates menos interessantes. O sistema Paradigma foi projetado bem cedo no desenvolvimento das batalhas, com a intenção sendo deixá-las depender mais em estratégias mutáveis e serem mais aceleradas. Originalmente havia cinco papéis, porém o Sabotador foi adicionado mais tarde pois os projetistas acharam que suas habilidades estavam faltando no jogo e não queriam colocá-las em algum outro papel. Junto com o número máximo de três personagens por situação de combate, os grupos de inimigos foram pensados para forçar os jogadores a alterar os Paradigmas a fim de mantê-los engajados nas batalhas.
Toriyama queria que Lightning fosse um novo tipo de personagem mulher com um corpo atlético e uma natureza menos feminina do que personagens mulheres anteriores da série. Sua diretriz para Nomura foi para fazê-la "forte e bonita", com a intenção que fosse reminiscente de Cloud Strife de Final Fantasy VII. Fang originalmente seria um homem, porém seu sexo foi mudado para coincidir com os designs dos personagens atualizados durante a segunda metade do desenvolvimento. As capacidades gráficas do PlayStation 3 e do Xbox 360 permitiram que Nomura usasse elementos muito mais complexos em seus desenhos do que nas plataformas anteriores, como a capa de Lightning e características faciais detalhadas. Porém em troca isso significou que a equipe de arte tinha que se esforçar muito mais em cada personagem e área do que em jogos passados. Nomura não se envolveu muito na criação dos personagens não jogáveis.
Diferentemente dos jogos anteriores da série que eram inspirados em sua maioria pela cultura e locais asiáticos, a equipe de arte tinha a intenção que Final Fantasy XIII fosse mais reminiscente dos Estados Unidos. Gran Pulse foi baseada em fotos de paisagens que a equipe tirou pelo país, enquanto Cocoon teve a intenção de ser um "caldeirão" de diferentes etnicidades. O mundo também recebeu uma estética de ficção científica para que pudesse se destacar mais quando comparado a outros jogos Final Fantasy. O diretor de arte Isamu Kamikokuryo revelou que muitos outros cenários, como a casa de Lightning, que estavam funcionando em uma versão durante o desenvolvimento, foram retirados do produto final por causa de preocupações sobre a duração e volume do jogo. Ele afirmou que os cortes eram, por conta própria, o suficiente para fazer outro jogo. De acordo com Toriyama, os cortes foram feitos em "vários estágios do desenvolvimento" e que alguns dos conteúdos foram removidos pouco antes do jogo ser completado. Final Fantasy XIII, diferentemente dos títulos anteriores da franquia, não inclui nenhuma cidade explorável; o diretor afirmou que a equipe não conseguiu deixá-las graficamente atraentes como o resto do jogo, sendo forçados a retirá-las. Toriyama queria que o jogo tivesse um conteúdo para download que incluísse uma nova área, armas e missões, porém também foi forçado a cortá-lo devido a preocupações sobre a qualidade e dificuldades com os diferentes sistemas de conteúdo extra para os dois consoles.
Um demo jogável de Final Fantasy XIII foi incluído nas versões japonesas de Final Fantasy VII Advent Children Complete, lançada em 16 de abril de 2009. Toriyama disse que o lançamento do demo, que não estava no cronograma original de desenvolvimento, ajudou a equipe a reconhecer uma visão compartilhada de como o jogo deveria ser, um problema que eles estavam enfrentando até aquele momento. Isso os ajudou a priorizar o trabalho que ainda necessitava ser feito, o que aumentou a velocidade de desenvolvimento pelo restante do projeto. O jogo tinha a intenção de ser atrativo para públicos ocidentais e orientais, com grupos focais de ambas as regiões sendo utilizados. A localização em inglês começou ainda durante o processo de desenvolvimento para diminuir o atraso dos lançamentos japonês e mundial. Final Fantasy XIII seria originalmente lançado exclusivamente para o PlayStation 3, porém uma versão para Xbox 360 foi anunciada já bem mais adiante no ciclo de desenvolvimento. Por limitações técnicas, essa versão roda em uma resolução menor e é dividida em três discos.

### Música

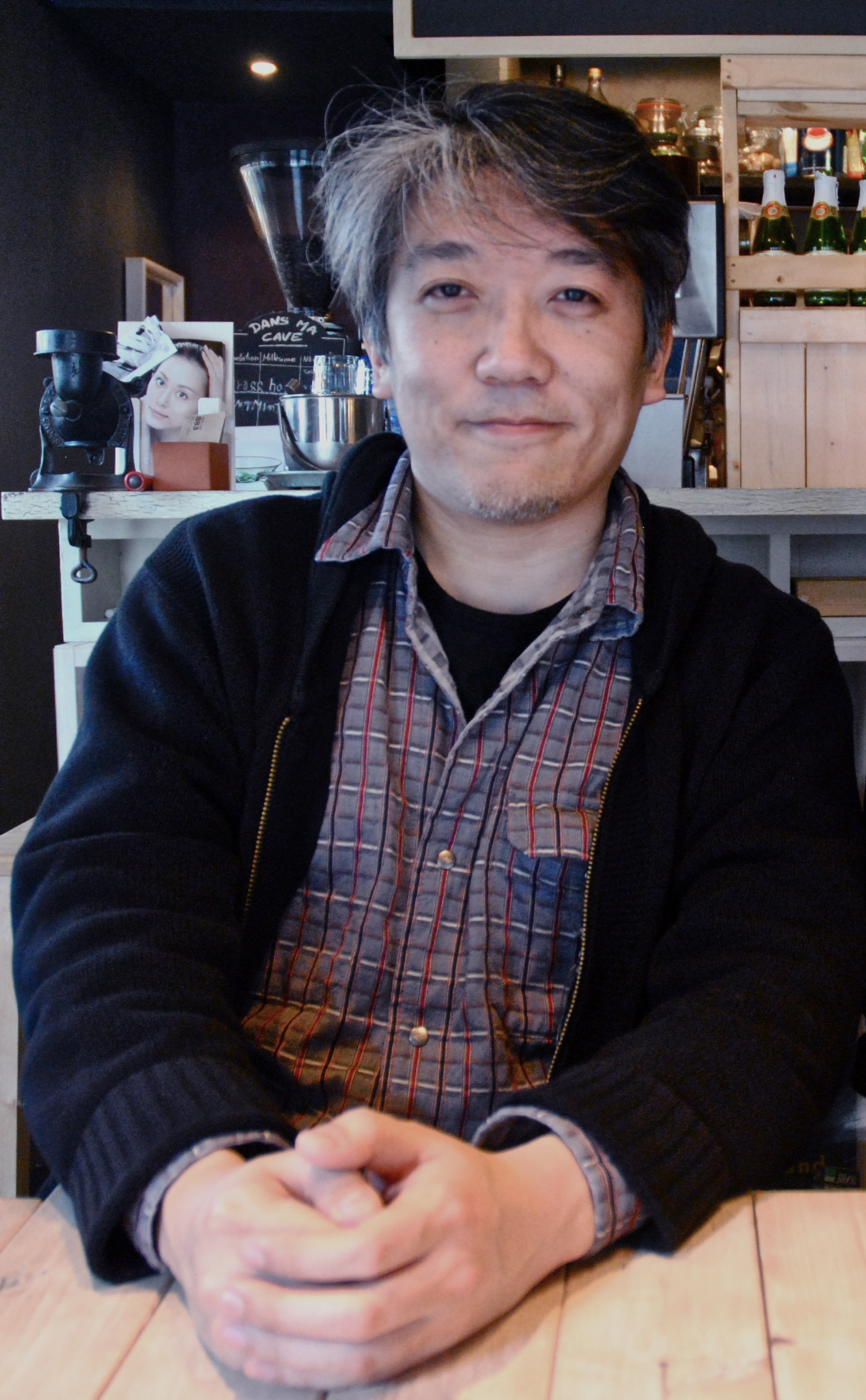
Masashi Hamauzu, compositor da trilha sonora do jogo.

A trilha sonora de Final Fantasy XIII foi composta por Masashi Hamauzu, que anteriormente já havia trabalhado na série em Final Fantasy X e Dirge of Cerberus: Final Fantasy VII. Foi o primeiro jogo principal de Final Fantasy a não ter nenhuma contribuição musical do compositor Nobuo Uematsu; apesar de ter sido originalmente anunciado que ele iria compor o tema principal, Uematsu acabou assinando para compor a trilha de Final Fantasy XIV. O produtor Yoshinori Kitase escolheu Hamauzu por achar que ele seria ideal para o trabalho por estar compondo uma trilha orquestral para Dirge of Cerberus, com a equipe de Final Fantasy XIII desejando um estilo similar para seu jogo. Hamauzu descreveu a música como abrangendo diversos gêneros para que assim o jogador não ficasse cansado dela, enquanto ao mesmo tempo usando vários temas a fim de juntar todas as peças; particularmente em agrupar os temas das áreas de Cocoon e Gran Pulse. Ele tentou combinar cada peça e tema ao seu senso da narrativa e dos personagens envolvidos nas cenas em que seriam tocados, dizendo que por ter sido o único compositor do projeto lhe permitiu garantir que a direção geral da trilha fosse consistente.
Hamauzu começou a composição da trilha sonora no outono de 2008, com a exceção de algumas peças que havia feito anteriormente em 2006 e 2007 para eventos promocionais, terminando o trabalho aproximadamente um ano depois. Ele começou compondo os temas que desejava utilizar ao invés de alguma peça em particular. A primeira faixa que ele compôs foi "Senkō" como uma peça promocional; ela foi baseada na visão de Toriyama para o jogo como uma mistura de fantasia e futuro, já que naquele momento a história de Final Fantasy XIII ainda não tinha sido finalizada. Já que o título tinha a intenção de ser uma mudança consciente dos Final Fantasy anteriores, Hamauzu não ficou limitado por ter de manter a linha musical igual às outras trilhas da série. Apesar disso, ele não compôs a música para especificamente "romper com o passado da série", mas sim se focou no jogo que lhe foi apresentado.
A canção tema da versão japonesa do jogo é "Kimi ga Iru Kara", interpretada por Sayuri Sugawara. Para a versão ocidental a canção "My Hands", cantada por Leona Lewis e tirada de seu álbum Echo, foi escolhida para substituir o tema original. O então presidente da Square Enix, Yōichi Wada, afirmou que teria sido melhor que o ramo norte-americano da companhia tivesse produzido uma canção inteiramente nova, porém a falta de uma equipe levou a decisão de licenciar uma canção já existente. Hamauzu compôs "Kimi ga Iru Kara" e se encontrou com Sugawara apenas uma vez, não tendo se envolvido na produção da canção. Ele também não esteve envolvido da decisão de utilizar "My Hands" na versão ocidental.

## Lançamento

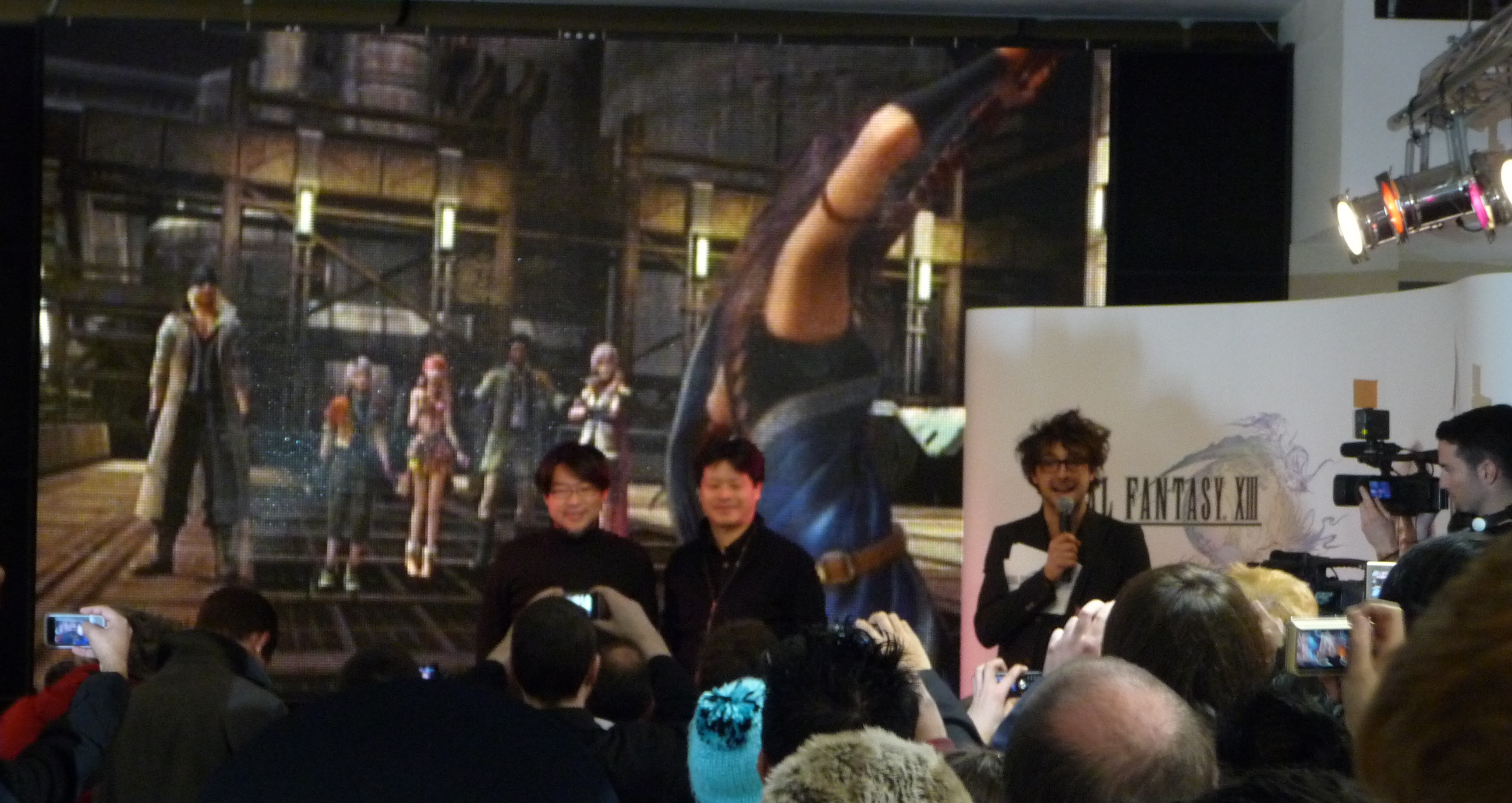
O diretor de arte Isamu Kamikokuryo (esquerda) e o produtor Yoshinori Kitase (direita) durante o evento de lançamento de Final Fantasy XIII em Londres, março de 2010.

Final Fantasy XIII foi lançado no Japão em 17 de dezembro de 2009 e na América do Norte, Europa e Austrália em 9 de março de 2010. A distribuidora japonesa de bebidas alcoólicas Suntory lançou junto com o jogo a "Final Fantasy XIII Elixir" para promovê-lo. No mesmo dia um espaço pessoal do título foi disponibilizado na PlayStation Home no Japão gratuitamente até 13 de janeiro de 2010, além de um figurino e mobílias; elas também foram lançadas no resto da Ásia, Europa e América do Norte em 11 de março de 2010. O jogo foi relançado no Japão em 18 de dezembro de 2012 como parte do Final Fantasy 25th Anniversary Ultimate Box. Ele foi relançado novamente em 21 de novembro de 2013 como parte da Lightning Ultimate Box, outro exclusivo japonês que incluía Final Fantasy XIII e suas duas sequências.
O jogo também foi lançado empacotado junto com edições especiais dos consoles em diferentes regiões. No Japão ele veio com uma edição limitada de um PlayStation 3 branco com uma imagem de Lightning na superfície, enquanto que o Xbox 360 no ocidente veio com o logotipo de Final Fantasy XIII brasonado no console. Uma quantidade limitada de Xbox com placas dianteiras criadas por Nomura foram disponibilizadas através de algumas lojas na Europa, América do Norte e Austrália. A região PAL recebeu uma edição de colecionador limitada para ambos os consoles, incluindo uma seleção especial da trilha sonora, ilustrações de três Eidolons, um decalque da marca de um l'Cie e o livro The World of Final Fantasy XIII, que tinha ilustrações de personagens e ambientes de toda a produção. A Square Enix também publicou três livros guias: Final Fantasy XIII Scenario Ultimania e Final Fantasy XIII Battle Ultimania em 28 de janeiro de 2010, e Final Fantasy XIII Ultimania Omega em 30 de setembro de 2010. O Battle Ultimania contém descrições e análises do novo sistema de combate e seus componentes, além de entrevistas com os desenvolvedores. O Scenario Ultimania descreve o mundo de jogo, perfis de personagens e áreas de Cocoon e Gran Pulse, detalhes de cada localidade e também entrevistas com a equipe de produção. E o último, Ultimania Omega, inclui entrevistas adicionais com dubladores e equipe, a história completa do jogo com perfis de personagens extras, uma coleção de ilustrações e artes conceituais, e mais análises da história e do mundo.
Apesar de Final Fantasy XIII  ter sido lançado no ocidente tanto para PlayStation 3 e Xbox 360, na Ásia ele foi um título exclusivo de PlayStation 3. Isso mudou em 2010 quando a Square Enix anunciou que uma versão para Xbox 360 seria lançada no Japão, apesar de afirmações indicando o oposto. O jogo foi posteriormente também lançado digitalmente para Microsoft Windows através da loja de digital da Square Enix e da Steam, junto com suas duas sequências. Final Fantasy XIII também foi o primeiro da série a receber um lançamento oficial na China. Uma versão internacional para Xbox 360 chamada Final Fantasy XIII Ultimate Hits International foi lançada na Ásia em 16 de dezembro de 2010. O jogo inclui um modo de jogo "fácil" e contém a dublagem em inglês. Ele vem junto de um livreto bônus chamado Final Fantasy XIII Corridor of Memory, que possui conteúdos anteriormente deixados de fora da versão original do jogo e um conto epílogo intitulado Final Fantasy XIII Episode I.

## Recepção

### Vendas
Final Fantasy XIII vendeu mais de um milhão de unidades apenas durante seu primeiro dia no Japão, tendo vendido 1,7 milhões de cópias no PlayStation 3 até o final de 2009 e 1,9 milhões até o fim de 2010 no país. A Square Enix tinha antecipado altas vendas para o jogo e enviou quase duas milhões de unidades para seu lançamento. O título vendeu mais de um milhão de cópias na América do Norte em seu primeiro mês de lançamento. A Square Enix afirmou em março de 2010 que Final Fantasy XIII foi o jogo mais rapidamente vendido na história da franquia. As vendas norte-americanas para PlayStation 3 e Xbox 360 alcançaram estimativas de oitocentas mil e quinhentas mil unidades, respectivamente, por volta de abril do mesmo ano. O jogo já havia vendido mais de 6,6 milhões de cópias mundialmente até janeiro de 2013. De acordo com a Media Create, mulheres contaram para quase um terço das vendas japonesas do jogo. Um total combinado de 9,7 milhões de unidades já haviam sido vendidas em ambos os consoles por volta de julho de 2012 para tanto Final Fantasy XIII quanto sua sequência Final Fantasy XIII-2. A versão da Steam já havia vendido aproximadamente quinhentas mil cópias em janeiro de 2016.

### Crítica
O jogo recebeu críticas geralmente positivas. Os sites agregadores de resenhas GameRankings e Metacritic deram respectivamente à versão de PlayStation 3 uma aprovação de 84,15% e 83/100, à versão de Xbox 360 81,68% e 82/100, e à versão de Microsoft Windows 55,33% e 65/100. Final Fantasy XIII recebeu uma nota 39/40 da revista japonesa Famitsu. A Dengeki PlayStation elogiou o título por seu sistema de batalha, afirmando que os combates eram os mais excitantes da série, concluindo que o jogo merecia uma nota de 120 já que 100 não era o bastante. Ele foi votado como o segundo melhor jogo de 2009 em uma pesquisa realizada pela Dengeki, enquanto que os leitores da Famitsu o escolheram como o melhor do ano. Final Fantasy XIII também foi indicado ao prêmio de melhor RPG no Spike Video Game Awards.
Final Fantasy XIII foi aclamado universalmente por suas realizações técnicas alcançadas através de seus gráficos e apresentação. A revista Edge achou que Cocoon era particularmente um "cenário inspirado [...] abençoado com uma vibração e cores vívidas que frequentemente te deixam de boca aberta". Kevin VanOrd da GameSpot afirmou que a direção de arte era "magnífica". Outros elogios foram direcionados para as sequências de animação pré-renderizadas e as transições quase homogêneas em qualidade visual entre elas e a jogabilidade em tempo real. Muitos também gostaram da música, com Chris Kohler da Wired dizendo que Masashi Hamauzu proporcionou "uma trilha com ganchos cativantes e melodias de batalha de bombear o sangue".
Seu sistema de batalha também foi muito elogiado. O aumento do ritmo dos combates foi aprovado, com vários críticos descrevendo-o como "emocionante"; a Edge comentou que o sistema estava "dentre os melhores do gênero". Jeremy Parish da 1UP.com disse que "apesar do fato de dois terços do grupo serem controlados pela IA [inteligência artificial], as batalhas de FFXIII talvez sejam as mais envolventes que a série já viu". Já a história do jogo teve uma recepção mista, com Kohler escrevendo que o enredo era "um pouco mais humano e menos esotérico que jogos anteriores". Parish falou que a história não chegava perto de um roteiro de primeira qualidade, porém que os roteiristas claramente conheciam bem o meio e tentaram evitar clichês. Os críticos acharam que os personagens funcionaram bem juntos, com suas interações compensando as deficiências da história.

### Linearidade
Apesar dos críticos terem de forma geral elogiado a Square Enix por tentar revitalizar a fórmula da série Final Fantasy, muitos reagiram negativamente com a natureza linear do jogo, especialmente nos dez primeiros capítulos em Cocoon. Muitos acharam que essa questão foi agravada pela grande redução das cidades, capacidades de livre movimentação e interações com personagens não jogáveis. A. J. Glasser da GamePro descreveu a jogabilidade como "um grande corredor em direção a um símbolo de objetivo laranja em seu mini-mapa que ativa uma cena, uma batalha de chefe ou ambos", com Parish criticando o aspecto linear como a "maior deficiência" do jogo, além de que a primeira seção era "superficial". Muitos deram a Final Fantasy XIII notas especialmente baixas como resultado desses elementos, com a revista Edge particularmente abaixando a nota para cinco de dez principalmente devido sua grande linearidade.
Em contraste, Carolyn Gudmundson da GamesRadar e Mike Jackson da Computer and Video Games gostaram da natureza linear; a primeira afirmou que "a estrutura simplificada e focada elimina o tédio em potencial sem emburrecer nada", enquanto o segundo o descreveu como "uma manobra inteligente" que impediu que o jogador ficasse "atolado com um nivelamento mundano, mastigado, fresco e repetitivo". Muitos salientaram negativamente a gradual destravação das habilidades do jogador durante a primeira parte do jogo, desde a jogabilidade de batalha para a seleção do líder do grupo. Isso, combinado com a natureza linear, fez com que alguns críticos chegassem a descrever esses capítulos como "chatos" até que o mundo de Gran Pulse fosse revelado. A Edge escreveu que Gran Pulse, apesar de não compensar suficientemente os capítulos iniciais, é onde Final Fantasy XIII "atinge um ótimo ponto" enquanto a narrativa oferece "missões paralelas de caça e a simples alegria de explorar para ver que maravilha visual existe na próxima esquina".

### Resposta
Toriyama achou após o lançamento que as notas abaixo da expectativa para um título principal de Final Fantasy vieram de críticos que abordaram o jogo a partir de um ponto de vista ocidental. Ele disse que esses críticos estavam acostumados com jogos em que o jogador recebe um mundo aberto para explorar, com essa expectativa contrastando com a visão que a equipe queria criar. Toriyama comentou que "fica muito difícil contar uma história cativante quando você recebe liberdade demais". Kitase afirmou que eles "realmente não tinham a intenção de trabalhar dentro do modelo de RPG", mas sim "criar um novo jogo, até mesmo um novo gênero". Ele disse que "em diversos sentidos, FFXIII é mais um jogo de tiro em primeira pessoa do que um RPG".
Mais tarde em julho de 2011, tanto diretor quanto produtor afirmaram que as maiores reclamações sobre o jogo eram sobre sua grande linearidade e que não existiam interações suficientes entre jogador e mundo, que eles descreveram como uma falta de cidades e minijogos quando comparados com os outros títulos da série. Eles também disseram que outra crítica comum foi a demora para que todos os elementos de jogabilidade pudessem ser acessados em sua plenitude, falando que os jogadores e críticos interpretaram isso como um "longo tutorial".
Yōichi Wada, presidente da Square Enix na época, comentou seus pensamentos sobre a recepção de Final Fantasy XIII em julho de 2010. Ele disse que "alguns o valorizam muito e alguns não estão muito felizes com ele". Wada também perguntou se "Final Fantasy deve ser um novo tipo de jogo ou Final Fantasy não deve se tornar um novo tipo de jogo? Os clientes tem opiniões diferentes. É muito difícil determinar que caminho devemos seguir".

## Sequências
A Square Enix realizou sua anual conferência de seu Primeiro Departamento de Produção  em 18 de janeiro de 2011 e anunciou que estava desenvolvendo uma sequência para Final Fantasy XIII. Chamada de Final Fantasy XIII-2, ela foi construída sobre as histórias e os personagens do anterior enquanto ao mesmo tempo levava em conta todas as críticas e comentários feitos sobre o original. O jogo foi lançado em 15 de dezembro de 2011 no Japão, 31 de janeiro de 2012 na América do Norte e 3 de fevereiro de 2012 na Europa para PlayStation 3 e Xbox 360. Toriyama e Kitase retornaram para seus respectivos papéis de diretor e produtor. A maioria da equipe retornou mais uma vez para uma segunda sequência chamada Lightning Returns: Final Fantasy XIII, que encerra a história de Lightning e do universo de Final Fantasy XIII. O jogo foi lançado em novembro de 2013 no Japão e em fevereiro de 2014 em outros territórios.